# Werner Ganz
Werner Ganz (geboren am 16. März 1902 in Zürich; gestorben am 16. September 1995 in Winterthur) war ein Schweizer Historiker, Mittelschullehrer, Hochschullehrer, Autor, Publizist und Politiker. Er war der Verfasser der 1960 und 1979 in zwei Teilen erschienenen Stadtgeschichte von Winterthur.

## Biografie
Werner Ganz wurde 1902 als Sohn des Pfarrers und Dekans Julius Ganz geboren. In den Jahren 1914 bis 1920 besuchte er das Gymnasium in Zürich. Anschliessend studierte er Geschichte, Kunstgeschichte, deutsche Literaturgeschichte und historische Hilfswissenschaften in Zürich und Paris. Wie schon sein Vater und zwei seiner Brüder trat auch Werner Ganz in seiner Studienzeit dem Schweizerischen Zofingerverein bei, dem er zeitlebens verbunden blieb. 1925 schloss er sein Studium mit einer Dissertation zur Wirtschaftsgeschichte des Grossmünsterstiftes ab, mit der er zum Doktor der Philosophie promoviert wurde.
Nach seinem Abschluss an der Universität wurde Ganz als Hilfslehrer für Geschichte, Deutsch und Latein an die Kantonsschule Winterthur gerufen, die sich damals noch im Gebäude des heutigen Museums Oskar Reinhart befand. Nach drei Jahren wurde er dort als Hauptlehrer angestellt und blieb der Schule bis ins Jahr 1969 treu. Von 1940 bis 1972 wirkte Ganz als Privatdozent, ab 1949 war er Titularprofessor für Schweizer Geschichte und schweizerische Verfassungsgeschichte an der Universität Zürich.
Als Lokalhistoriker stand Ganz von 1938 bis 1957 dem Historisch-Antiquarischen Verein Winterthur vor, als dessen Präsident ist er Gründungsvater des 1956 eröffneten Heimatmuseums Lindengut. Im Jahr 1960 erschien der erste Band seines Standardwerks zur Winterthurer Stadtgeschichte, der die Entwicklung Winterthurs bis ins Jahr 1798 umfasst. Der zweite Band, der die Stadtgeschichte bis zur Stadtvereinigung weiterschreibt, erschien 1979.
Auch politisch war Ganz aktiv und trat schon kurz nach seiner Wahl zum Hauptlehrer der FDP Winterthur bei, für die er von 1942 bis 1956 im Grossen Gemeinderat sass und die er von 1952 bis 1956 präsidierte. In den Jahren 1934 bis 1943 war er ferner Mitglied der Kirchenpflege Winterthur-Altstadt. Auf kantonaler Ebene gehörte er von 1935 bis 1971 der Archivkommission, von 1947 bis 1972 der Denkmalpflegekommission und von 1938 bis 1951 der Kirchensynode an.
Nach dem Vorbild seines akademischen Lehrers, dem Historiker und Professor Karl Meyer, welcher der Bewegung der Geistigen Landesverteidigung zuzuordnen war, setzte sich Ganz in den Dreissiger- und Vierzigerjahren vehement gegen sogenannt «anpasserische Tendenzen» gegenüber dem nationalsozialistischen Deutschland ein. Während des Zweiten Weltkrieges leistete er auch Aktivdienst in der Schweizer Armee, wobei er die Funktion und den Grad eines Fouriers bekleidete.

## Ehrungen
Ganz wurde für seine Tätigkeit mit folgenden Preisen bedacht:
- Carl-Heinrich-Ernst-Kunstpreis (1960)[16]
- Kulturpreis der Stadt Winterthur (1964)[17]
- Ehrenmitglied des Historischen Vereins Winterthur (1969)[18]
- Ehrengabe des Kantons Zürich (1972)[19]

## Werke (Auswahl)
- Die Familie Tobler von Zürich, 1626–1926 : Eine historische Studie. Buchdruckerei Berichthaus, Zürich 1928.
- Johann Heinrich Steiner, Buchhändler und Politiker, 1747–1827. In: 271. Neujahrsblatt der Stadtbibliothek Winterthur. Buchdruckerei Geschwister Ziegler & Co., Winterthur 1937.
- Französisch-eidgenössische Bündnisverhandlungen 1725–1733. In: Zeitschrift für Schweizerische Geschichte. Jg. 20, H. 3/4. Gebrüder Leemann & Co., Zürich 1940, S. 297–391.
- Jonas Furrer von Winterthur 1805–1861, erster schweizerischer Bundespräsident – ein Lebensbild. im Auftr. des Stadtrates von Winterthur verf. von Emanuel Dejung, Alfred Stähli, Werner Ganz. In: 271. Neujahrsblatt der Stadtbibliothek Winterthur. Gemsberg-Verlag, Winterthur 1948 (zusammen mit Emanuel Dejung und Alfred Stähli).
- Winterthur. Einführung in seine Geschichte von den Anfängen bis 1798. In: 292. Neujahrsblatt der Stadtbibliothek Winterthur. Buchdruckerei Winterthur, Winterthur 1960.
- Geschichte der Stadt Winterthur vom Durchbruch der Helvetik 1798 bis zur Stadtvereinigung 1922. Verlag W. Vogel, Winterthur 1979.